# Peter Rajniak
Peter "Pedro" Rajniak (23. května 1953 – 4. února 2000) byl československý basketbalista, vicemistr Evropy 1985. Absolvoval Lékařskou fakultu Univerzity Komenského Bratislava. Je zařazen na čestné listině mistrů sportu.
Jako hráč Československa byl účastníkem 8 světových a evropských basketbalových soutěží a patřil mezi nejlepší střelce týmu, především z dlouhé vzdálenosti. Za reprezentační družstvo Československa v letech 1978-1987 odehrál 255 zápasů, z toho na Olympijských hrách, Mistrovství světa a Mistrovství Evropy celkem 40 zápasů, v nichž zaznamenal 408 bodů.
Jako hráč Československa byl účastníkem Olympijských her 1980 v Moskvě (9. místo), když na předcházející olympijské kvalifikaci ve Švýcarsku skončilo druhé. Zúčastnil se Mistrovství světa 1982 v Kolumbii (10. místo). Hrál pětkrát ve finálové části Mistrovství Evropy v basketbale mužů v letech 1979 v Turínu, Itálie (4. místo), 1981 v Praze (3. místo), 1983 v Nantes, Francie (10. místo), 1985 ve Stuttgartu, Německo (2. místo) a 1987 v Athénách, Řecko (8. místo). S basketbalovou reprezentací Československa získal na Mistrovství Evropy jednu stříbrnou a jednu bronzovou medaili.
V československé basketbalové lize byl čtyřikrát mistrem Československa (1979, 1980, 1983, 1985), dvakrát vicemistrem (1981, 1982) a na třetím místě v roce 1977. Je na 36. místě tabulky střelců československé ligy s celkovým počtem 4402 bodů. S týmem Inter Bratislava se zúčastnil 7 ročníků evropských klubových pohárů v basketbale, z toho třikrát Poháru evropských mistrů (1980, 1981, 1984), dvakrát FIBA Poháru vítězů národních pohárů (1982, 1983) a dvakrát FIBA Poháru Korač. Šestkrát se tým účastnil zápasů ve čtvrtfinálové skupině.  
V sezóně 1984-1985 byl zařazen do nejlepší pětice hráčů československé ligy basketbalu. Od roku 1985 byl hráčem a trenérem basketbalu v Lucemursku, kde zemřel 4. února 2000 na infarkt ve věku 46 let.
Jeho sestra Irena Rajniaková byla hráčkou československé basketbalové reprezentace, mistryně Evropy v roce 1975 (ME juniorek) a dvakrát na 4. místě na Mistrovství Evropy v basketbale žen v letech 1980 a 1985. Třikrát byla nejlepší basketbalistkou Slovenska (1979, 1980, 1985). Oba jeho synové Martin a Peter hráli v letech 2003-2013 za reprezentační basketbalové družstvo Lucemburska.

## Sportovní kariéra

### Hráč klubů
- 1971-1975 Slavia SVŠT Bratislava
- 1975-1985 Inter Bratislava: 4x mistr Československa (1979, 1980, 1983 a 1985), 2x vicemistr (1981, 1982), 3. místo (1977), 2x 4. místo (1976, 1978)
- 1984/85 v nejlepší pětce sezóny "All stars"

### Československo
- Za reprezentační družstvo Československa v letech 1978–1987 hrál celkem 255 zápasů, z toho na světových a evropských soutěžích 40 zápasů, v nichž zaznamenal 408 bodů
- Předolympijská kvalifikace – 1980 Švýcarsko Španělsko (65 bodů /6 zápasů) 2. místo
- Olympijské hry – 1980 Moskva (40 bodů /5 zápasů) 9. místo
- Mistrovství Evropy – 1979 Turín, Itálie (82 bodů /8 zápasů) 4. místo • 1981 Praha (26 /6) 3. místo • 1983 Nantes, Francie (104 /7) 10. místo • 1985 Stuttgart, Německo (128 /8) 2. místo • 1987 Athény, Řecko (20 /4) 8. místo
  - Celkem na pěti Mistrovství Evropy 302 bodů v 29 zápasech